# Єнбекші (Панфіловський район)
Єнбекші́ (каз. Еңбекші) — село у складі Панфіловського району Жетисуської області Казахстану. Входить до складу Талдинського сільського округу.
Населення — 1610 осіб (2021; 1533 у 2009, 1745 у 1999, 1554 у 1989).